# Sarah Höfflin
Sarah Höfflin (* 8. Januar 1991 in Genf) ist eine Schweizer Freestyle-Skierin. Sie startet in den Freestyledisziplinen Slopestyle und Big Air. Ihr grösster Erfolg ist der Slopestyle-Olympiasieg im Jahr 2018.

## Werdegang
Höfflins Vater ist Schweizer, ihre Mutter Neuseeländerin. Als sie zwölf Jahre alt war, liessen sich ihre Eltern scheiden. Sie zog mit ihrer Mutter nach Grossbritannien und lebte in Tewkesbury in der Grafschaft Gloucestershire. Während ihrer Schulzeit spielte Höfflin überwiegend Hockey und das Skifahren rückte in den Hintergrund. Danach studierte sie Neurowissenschaften an der Cardiff University. Ihre einzige Trainingsmöglichkeit in Grossbritannien war ein Indoor-Skipark in Manchester.
Während eines Zwischenjahres trainierte Höfflin intensiv in den Savoyer Alpen. Ihren Lebensunterhalt verdiente sie in Tignes und in Méribel mit Jobs in Busunternehmen und Bars. Ab 2014 nahm Höfflin an Wettbewerben der AFP World Tour teil. Der Freestyle-Verantwortliche von Swiss-Ski entdeckte ihren Namen zufällig auf einer Startliste, war von ihrem Können beeindruckt und nahm sie 2015 sogleich ins Nationalteam auf. Im darauf folgenden Sommer durchlief sie eine mehrmonatige Intensivschulung im Freestyle-Wassersprungzentrum in Mettmenstetten. Wegen eines Kreuzbandrisses verpasste sie allerdings die Saison 2015/16.
Zu Beginn der Saison 2016/17 errang Höfflin zwei dritte Plätze im Slopestyle bei den Cardrona Games im neuseeländischen Cardrona. Am 11. November 2016 debütierte sie in Mailand im Freestyle-Skiing-Weltcup und belegte dabei den siebten Platz im Big Air. Beim Weltcup auf der Seiser Alm am 28. Januar 2017 holte sie im Slopestyle ihren ersten Weltcupsieg. Zwei Wochen später folgten in Québec ein zweiter Platz im Slopestyle und ein dritter Platz im Big-Air-Wettbewerb. Bei den Weltmeisterschaften 2017 in der Sierra Nevada errang Höfflin den vierten Platz im Slopestyle. Im April 2017 wurde sie Schweizer Meisterin im Slopestyle und im Big Air. Die Saison beendete sie auf dem zehnten Platz im Gesamtweltcup, auf dem sechsten Platz im Big-Air-Weltcup und auf dem ersten Platz im Slopestyle-Weltcup.
Anfang Dezember 2017 sprang Höfflin beim Big-Air-Weltcup in Mönchengladbach auf den zweiten Platz. Während der Weltcupsaison 2017/18 erreichte sie insgesamt vier Top-10-Ergebnisse. Ende Januar 2018 entschied sie bei den Winter-X-Games in Aspen den Big-Air-Wettbewerb für sich, während sie im Slopestyle Vierte wurde. Drei Wochen später, bei den Olympischen Winterspielen 2018 in Pyeongchang, gewann sie die Goldmedaille im Slopestyle-Wettbewerb. Im März 2018 
siegte sie im Slopestyle beim Spring Battle in Flachauwinkl und belegte im Mai 2018 bei den X-Games Norway in Fornebu den vierten Platz im Big Air. Zum Saisonende errang sie den vierten Platz im Big-Air-Weltcup.
Im Weltcup 2018/19 gewann Höfflin einen Slopestyle-Wettbewerb, darüber hinaus belegte sie zweimal den zweiten Platz. Bei den Weltmeisterschaften 2019 in Park City verpasste sie, wie schon zwei Jahre zuvor, als Vierte erneut eine Slopestyle-Medaille. Mit einem Sieg und einem dritten Platz im Weltcup 2019/20 entschied sie zum zweiten Mal die Slopestyle-Disziplinenwertung für sich.

## Erfolge

### Olympische Spiele
- Pyeongchang 2018: 1. Slopestyle
- Peking 2022: 6. Big Air, 20. Slopestyle

### Weltmeisterschaften
- Sierra Nevada 2017: 4. Slopestyle
- Park City 2019: 4. Slopestyle
- Aspen 2021: 8. Big Air
- Bakuriani 2023: 4. Slopestyle, 15. Big Air

### Weltcupwertungen
| Saison  | Gesamt | Gesamt | Park & Pipe | Park & Pipe | Big Air | Big Air | Slopestyle | Slopestyle |
| Saison  | Platz  | Punkte | Platz       | Punkte      | Platz   | Punkte  | Platz      | Punkte     |
| ------- | ------ | ------ | ----------- | ----------- | ------- | ------- | ---------- | ---------- |
| 2016/17 | 10.    | 56,20  | -           | -           | 7.      | 146     | 1.         | 281        |
| 2017/18 | 51.    | 26,00  | -           | -           | 4.      | 130     | 14.        | 135        |
| 2018/19 | 12.    | 56,00  | -           | -           | 7.      | 80      | 2.         | 280        |
| 2019/20 | 21.    | 38,40  | -           | -           | 10.     | 65      | 1.         | 192        |
| 2020/21 | -      | -      | 3.          | 151         | 8.      | 32      | 3.         | 119        |
| 2021/22 | -      | -      | 4.          | 309         | 2.      | 120     | 2.         | 189        |
| 2022/23 | -      | -      | 3.          | 340         | 9.      | 50      | 2.         | 250        |
| 2023/24 | -      | -      | 8.          | 251         | 10.     | 86      | 5.         | 165        |

### Weltcupsiege
Höfflin errang im Weltcup bisher 16 Podestplätze, davon 3 Siege:
| Datum           | Ort              | Land       | Disziplin  |
| --------------- | ---------------- | ---------- | ---------- |
| 28. Januar 2017 | Seiser Alm       | Italien    | Slopestyle |
| 12. Januar 2019 | Font Romeu       | Frankreich | Slopestyle |
| 31. Januar 2020 | Mammoth Mountain | USA        | Slopestyle |

### X-Games
- Winter-X-Games 2018: 1. Big Air, 4. Slopestyle
- X-Games Norway 2018: 4. Big Air
- Winter-X-Games 2019: 2. Slopestyle, 5. Big Air
- X-Games Norway 2019: 4. Big Air
- Winter-X-Games 2020: 2. Slopestyle, 3. Big Air
- Winter-X-Games 2021: 4. Slopestyle, 5. Big Air
- Winter-X-Games 2023: 6. Big Air, 7. Slopestyle
- Winter-X-Games 2024: 3. Knuckle Huck, 5. Slopestyle

### Weitere Erfolge
- 2 Siege im Europacup
- 2 Podestplätze im Australian New Zealand Cup